# Pyxidiophorales
De Pyxidiophorales vormen een orde van schimmels uit de subklasse Laboulbeniomycetidae.

## Taxonomie
De taxonomische indeling van de Pyxidiophorales is als volgt:
Orde: Pyxidiophorales
- Familie: Pyxidiophoraceae